# Halifax Metro Centre
Halifax Metro Centre je večnamenska športna dvorana v Halifaxu, Nova Škotska, Kanada. Zgrajena je bila leta 1978. Danes je domača dvorana hokejskega kluba iz lige QMJHL Halifax Mooseheads, kot tudi košarkarskega kluba Halifax Rainmen iz lige ABA. 
V 90. letih so dvorano, največjo v mestu, večkrat obnovili, nazadnje pred sezono 2002/03, ko je v njej potekalo Svetovno mladinsko prvenstvo v hokeju na ledu. Za ta namen so dodali nov semafor in »SilverVision« LED ekrane. Dvorana se nahaja v bližini Svetovnega trgovskega in konvencijskega centra na vznožju hriba Citadel. Poleg športnih tekem, od katerih se v dvorani poleg košarke in hokeja na ledu odvija tudi poklicna rokoborba, potekajo v njej tudi koncerti, razstave, sejmi, itd. 
Ob začetku sezone dvorano za pripravljalne tekme uporabljajo različni NHL in NBA klubi, npr. Toronto Raptorsi. V dvorani igra tekme tudi kanadska košarkarska in hokejska reprezentanca. 
Halifax Metro Centre je z dvorano Colisée Pepsi gostil elitno divizijo Svetovnega prvenstva v hokeju na ledu 2008.

## Pomembni dogodki
- 1979: Billy Graham na eni svojih t. i. križarskih vojn
- Kanadsko curling prvenstvo (Tim Hortons Brier): 1981, 1995, 2003
- Svetovno prvenstvo v umetnostnem drsanju: 1990
- G7-srečanje: 1995
- Memorial Cup: 2000
- Svetovno mledinsko prvenstvo v hokeju na ledu 2003
- Svetovno žensko prvenstvo v hokeju na ledu 2004
- FIBA U21 prvenstvo Amerik 2004
- Curling Trials 2005 (Izločitveni boji za Zimske olimpijske igre 2006)
- Juno Awards 2006
- ABA Tekma zvezd 2007
- Dvoransko lacrosse svetovno prvenstvo 2007
- Svetovno prvenstvo v hokeju na ledu 2008 - elitna divizija